# پائول کلیمنس فون بائومگارتن
پائول کلیمنس فون بائوم‌گارتن (آلمانی: Paul Clemens von Baumgarten؛ ۲۸ اوت ۱۸۴۸ – ۱۰ ژوئیهٔ ۱۹۲۸) پزشک و آسیب‌شناس اهل آلمان بود.
او دانش‌آموختهٔ رشتهٔ پزشکی در دانشگاه لایپزیگ و دانشگاه کونیگزبرگ بود و مدرک دکترای خود را در سال ۱۸۷۳ میلادی دریافت داشت. پدر او نیز یک پزشک بود.
وی همزمان با روبرت کخ، در سال ۱۸۸۲ میلادی، مایکوباکتریوم توبرکلوزیس را توصیف کرد.